# Arthenas
Arthenas era una comuna francesa, que estaba situada en la región de Borgoña-Franco Condado y departamento de Jura, que el 1 de enero de 2016 pasó a ser una comuna delegada de la comuna nueva de La Chailleuse al fusionarse con las comunas de Essia, Saint-Laurent-la-Roche y Varessia.

## Demografía
| Gráfica de evolución demográfica de Arthenas entre 1800 y 2013 |
|                                                                |

Los datos demográficos contemplados en este gráfico de la comuna de Arthenas se han cogido de 1800 a 1999 de la página francesa EHESS/Cassini, y los demás datos de la página del INSEE.